# Christopher Lee
Sir Christopher Frank Carandini Lee (født 27. maj 1922, død 7. juni 2015) var en britisk skuespiller med en lang teater- og filmkarriere bag sig. Han nåede desuden at udgive to heavy metalalbums i de sidste år af sit liv, hvoraf Charlemagne: By the Sword and the Cross (2010) vandt "Spirit of Metal"-prisen ved Metal Hammer Golden Gods Awards.
Christopher Lee blev uddannet på de engelske skoler Eton og Wellington College, hvorefter han blev soldat, først som frivillig på finsk side i Vinterkrigen mod Sovjetunionen, siden i det britiske luftvåben under 2. verdenskrig.
Efter krigen påbegyndte han sin skuespillerkarriere. Hans filmdebut var i Corridor of Mirrors fra 1948, og siden spillede han mange gyser- og skurkeroller, blandt andet flere film som Dracula, og en enkelt som Frankensteins monster (ofte for selskabet Hammer Films, og ofte over for Peter Cushing). Han var også kendt for sin skurkerolle i James Bond-filmen Manden med den gyldne pistol, og han har spillet Sherlock Holmes i flere film. Da mange af hans roller gennem tiden har ligget inden for de fantastiske genrer, er det ikke tilfældigt, at han på sine ældre dage medvirkede i blandt andre Ringenes Herre-filmene som Saruman og de sidste to Star Wars-film som Grev Dooku. Sammenlagt har Christopher Lee spillet med i flere end 220 film og tv-produktioner, og var dermed blandt sin generations mest produktive filmskuespillere.
Christopher Lee havde en dyb myndig stemme, og elskede at synge opera. Hans sangstemme kan bl.a. høres i kultfilmen The Wicker Man (1973). Han talte et hav af sprog, men hans eneste danske film var tegnefilmen Valhalla (1986), hvor han i den tyske version lagde stemme til Thor og Odin.
Christopher Lee nedstammede fra den adelige slægt Carandini, og var i familie med Ian Fleming, som skrev bøgerne om James Bond. Han var gift fra 1961 til sin død med den danske eksmodel Birgit Krøncke, og sammen fik de datteren Christina Erika Lee. I 2001 blev han udnævnt til Commander of the Order of the British Empire af den engelske dronning.

## Diskografi

### Albums
- Christopher Lee Sings Devils, Rogues & Other Villains (1998)
- Revelation (2006)
- Charlemagne: By the Sword and the Cross (2010)[3]
- Charlemagne: The Omens of Death (2013)

### EP'er
- A Heavy Metal Christmas (2012)
- A Heavy Metal Christmas Too (2013)
- Metal Knight (2014)

### Singler
- "Let Legend Mark Me as the King" (2012)
- "The Ultimate Sacrifice" (2012)
- "Darkest Carols, Faithful Sing" (2014)

### Gæsteoptrædener
- The Wicker Man soundtrack (1973)
- Hammer Presents "Dracula" With Christopher Lee (EMI NTS 186 UK/Capitol ST-11340 USA, 1974)
- The Soldier's Tale af Stravinsky, med Scottish Chamber Orchestra dirigeret af Lionel Friend (Nimbus, 1986)
- Peter and the Wolf by Prokofiev, med English String Orchestra dirigeret af Yehudi Menuhin (Nimbus, 1989)
- Annie Get Your Gun (1995)
- The Rocky Horror Show (1995)
- The King and I (1998)
- Musicality of Lerner and Loewe (2002)
- Lord of the Rings: Songs and Poems by J. R. R. Tolkien (2003)
- Edgar Allan Poe Projekt – Visionen (2006), reciterer digtet "The Raven" og synger sangen "Elenore"
- Battle Hymns MMXI (2010), Manowar-album
- Fearless (2013)
- Hollywood Vampires (2015), The Hollywood Vampires-album

Med Rhapsody of Fire:
- Symphony of Enchanted Lands II – The Dark Secret (2004), som fortæller
- Triumph or Agony (2006), som fortæller og Lothen
- The Frozen Tears of Angels (2010), som fortæller og Lothen
- The Cold Embrace of Fear – A Dark Romantic Symphony (2010), som Wizard King
- From Chaos to Eternity (2011), som Wizard King